# Ocypodidae
De Ocypodidae is een familie van de superfamilie Ocypodoidea uit de infraorde krabben (Brachyura). De familie bestaat uit spook- en wenkkrabben.

## Kenmerken
De mannetjes van wenkkrabben hebben één sterk vergrote schaar, die vaak de helft van zijn totale gewicht beslaat. Daarmee zwaaien ze om vrouwtjes te lokken en rivalen te verjagen. Ze eten fijn, organisch materiaal.
Spookkrabben zijn nachtactief en voeden zich met organisch afval op de vloedlijn. Ze hebben scherpe ogen en kunnen ook goed rennen. Bij onraad verdwijnen ze snel in hun hol.

## Verspreiding en leefgebied
Deze familie komt voor in de tropen aan lage kusten. Spookkrabben leven in holen op zandstranden, terwijl de kleinere wenkkrabben holen graven in de modder van mangrovebossen.

## Systematiek
De Ocypodidae zijn onderverdeeld in twee onderfamilies:
- Ocypodinae  Rafinesque, 1815
- Ucinae  Dana, 1851